# Google Knowledge Graph
Google Knowledge Graph (dansk: Googles Vidensgraf) er en database, som ved brug af søgemaskinen Google serverer information, som skønnes relevant, i en informationsboks (Google Knowledge Panel) ved siden af søgeresultaterne. Brugeren kan dermed se informationen øjeblikkeligt med et enkelt blik uden at behøve at klikke på nogen af søgeresultaterne. Informationen kan eksempelvis omfatte et kort eller en liste md nøgleinformationer, relaterede emner og dybere links.
Google Knowledge Graph blev lanceret i 2012. Formålet var at ændre søgemaskinen fra en ren opslagstjeneste til at blive en mere sammenhængende informationskilde. Databasen trækker på en lang række kilder, herunder Wikipedia, CIA World Factbook og den ældre database Freebase.
Vidensgrafen bruges også i andre af Googles tjenester som Google Maps og Google Assistant.

## Kritik
Tjenesten er blevet kritiseret for, at den ofte ikke oplyser kilderne til oplysningerne, hvilket kan underminere brugernes evne til at verificere informationen.
Algoritmen bag er også blevet kritiseret for at præsentere oplysninger, der var skævvredet og ukorrekte. I 2021 kaldte en infoboks det indiske sprog kannada for "det grimmeste sprog i Indien", hvilket medførte protest og trusler om sagsanlæg fra den indiske delstat Karnataka. Google ændrede i dette tilfælde hurtigt algoritmen og udsendte en officiel undskyldning.